# 吉利厄德 (伊利諾伊州)
吉利厄德（英語：Gilead）是位於美國伊利諾伊州卡爾霍恩縣的一個非建制地區。該地的面積和人口皆未知。

## 地理
吉利德的座標為38°07′24″N 90°40′02″W / 38.12333°N 90.66722°W，而該地的平均海拔高度為143米（即469英尺）。